# Lucrèce de Médicis (1545-1561)
Pour les articles homonymes, voir Lucrèce de Médicis.
Lucrèce de Médicis, (Lucrezia de' Medici ou Lucrezia di Cosimo de' Medici), née le 14 février 1545 à Florence et morte le 21 avril 1561 à Ferrare est une personnalité de la noblesse du XVIe siècle, fille de Cosme Ier, Grand-duc de Toscane et de son épouse Éléonore de Tolède. 
À l'âge de treize ans, elle devient duchesse de Ferrare par son mariage, assorti d'une dot considérable, avec le duc Alphonse II d'Este. Mais ce dernier la délaisse aussitôt pour la cour du roi de France Henri II. Restée seule à Florence, elle voit son état de santé se dégrader progressivement pour devenir préoccupant après son arrivée à Ferrare, le 14 février 1560. Elle meurt dans cette ville un an plus tard, sans doute de la tuberculose.
Elle doit sa notoriété au poème de Robert Browning, My Last Duchess, dont le sujet s'inspire des rumeurs d'empoisonnement qui entourent sa mort à l'époque.

## Biographie

### Enfance

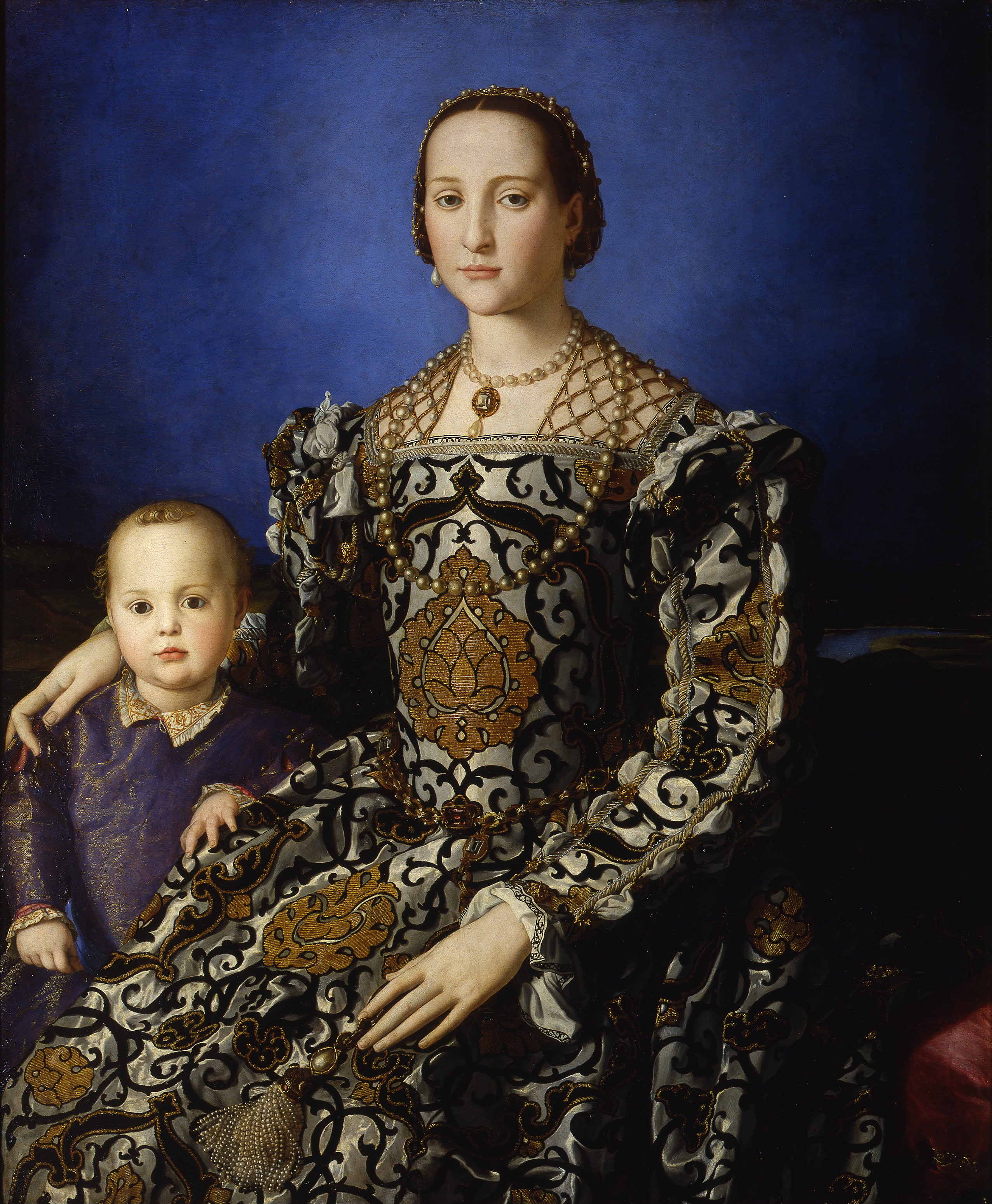
Éléonore de Tolède, et l'un de ses fils, par le Bronzino.

Lucrèce de Médicis nait le 14 février 1545. Elle est la fille du grand-duc de Toscane Cosme Ier, et d'Éléonore de Tolède, qui aura onze enfants. Elle est elle-même leur cinquième enfant et leur troisième fille. 
Lucrèce est élevée avec sévérité, à la manière espagnole. Dans ses déplacements, elle est toujours accompagnée de sa mère et des dames de la cour et s'aventure rarement hors des limites du palais même lorsqu'elle monte à cheval. Elle est grande et mince et le portrait que fait d'elle le Bronzino la représente sous les traits d'une jeune femme plutôt jolie. 
Selon Gaetano Pieraccini dont le témoignage constitue la principale source d'information à propos des enfants de Cosme et d'Éléonore de Tolède, elle reçoit un enseignement étendu, comprenant l'étude du latin, du grec, et de la musique ; mais elle n'en tire guère de bénéfice et ne montre pas de talents particuliers, sachant à peine rédiger une lettre. Pieraccini fait remarquer qu'elle est peu cultivée, presque inculte (« fu de scarsa cultura se no proprio incolto »).

### Mariage

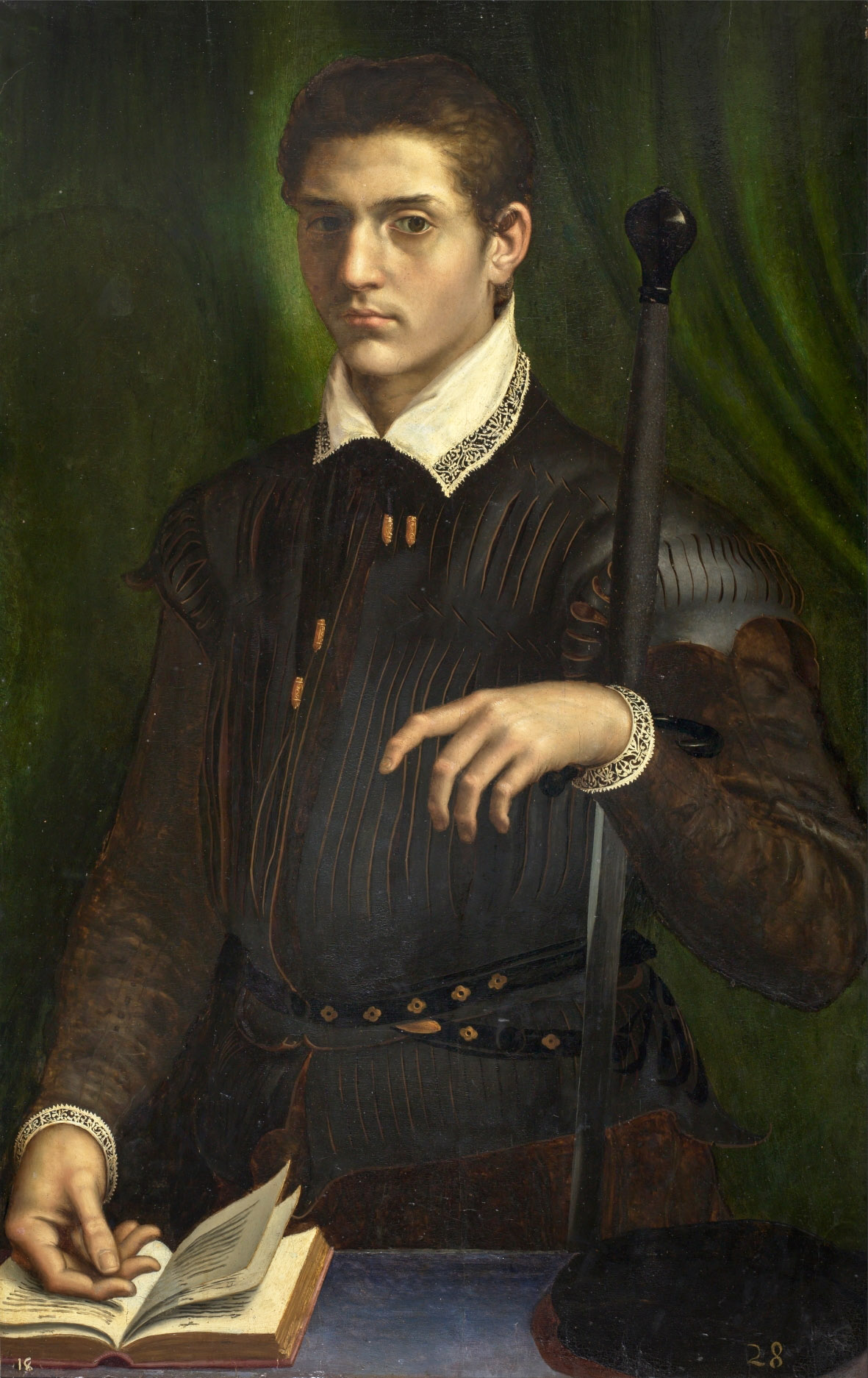
Alphonse II d'Este d'Este, l'époux de Lucrèce de Médicis.

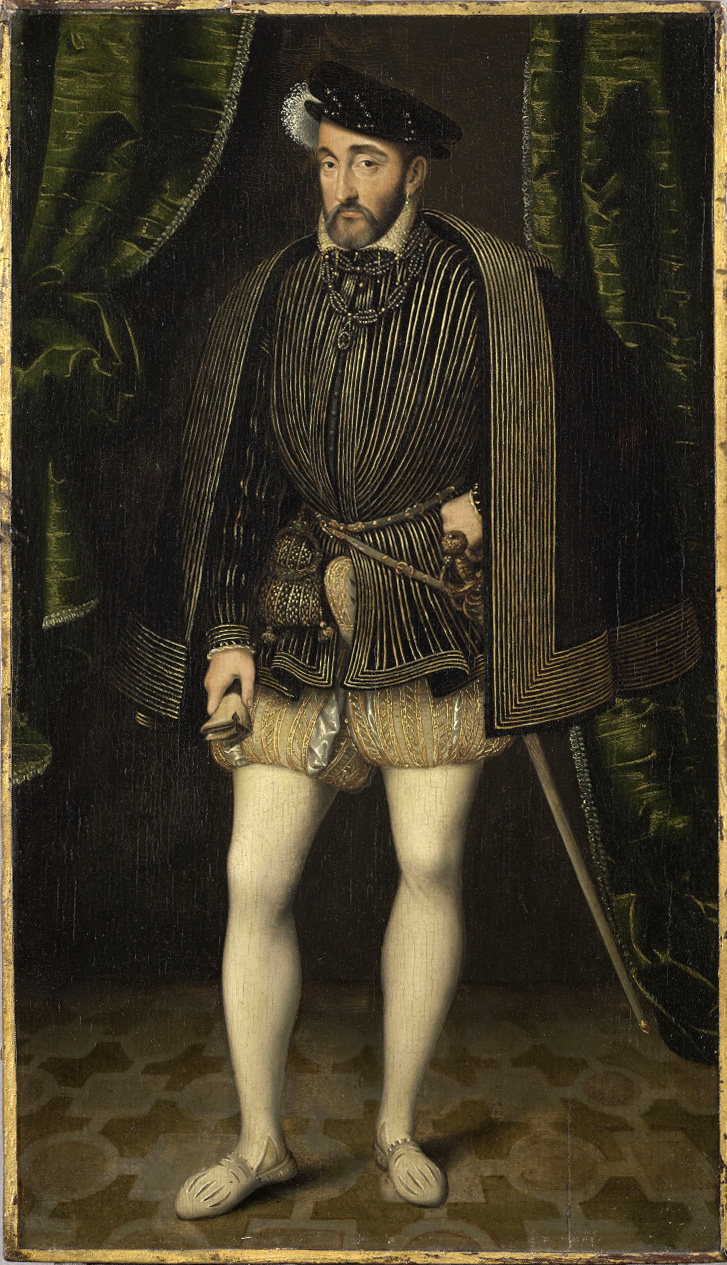
Henri II (roi de France), dont Alphonse d'Este préfère la cour à la compagnie de son épouse.

Lucrèce de Médicis épouse Alfonso II, duc de Ferrare le 3 juillet 1558 à la place de sa sœur Marie morte de la malaria. Il s'agit d'un mariage d'intérêt financier, car la dot de la jeune mariée est considérable, consistant en 200 000 scudi, soit la moitié de ce que coûte la construction par son père du palais des Offices. De cette somme, 50 000 scudi sont payés comptant lors de la remise de l'anneau nuptial, 50 000 autres un an jour pour jour après le mariage, et les 100 000 scudi restant sont investis à Florence, avec promesse d'un retour annuel de 10 000 scudi. Ce mariage permet aussi de sceller la paix entre Hercule II d'Este et Philippe II d'Espagne qui était allié avec Cosme 1er.
Les festivités du mariage ne durent que quelques jours ; mais elles comprennent cependant un jeu de calcio, impliquant soixante nobles Florentins, et qui est très apprécié de tous. Le lendemain, dimanche 3 juillet, a lieu la messe nuptiale, en la chapelle de la nouvelle résidence ducale, le Palazzo Pitti. Le soir même est organisé un splendide dîner, suivi de grandes réjouissances, composées de cinq « mascarades » (mascherata). Lucrèce n'a alors que treize ans et cinq mois.
Alfonso II, de son côté, est alors âgé de vingt-cinq ans presque révolus, et appartient à l'une des plus anciennes familles régnantes d'Italie. Élevé dans une cour réputée pour son climat intellectuel stimulant, il est lui-même apparenté à la cour de France par sa mère, Renée de France.

### Vie conjugale
Trois jours après le mariage, il quitte sa toute jeune épouse pour aller s'installer pour une durée indéterminée à la cour du roi de France, Henri II, laissant Lucrèce à son chagrin de se voir abandonnée, que ne peut apaiser l'espoir, rapidement déçu, d'être enceinte. Espoir destiné à n'être pas renouvelé, car Alfonso II passe pour être devenu incapable de procréer, à la suite d'un accident lors d'une joute en France. Au cours des mois qui suivent, Lucrèce reste seule, à se morfondre, et les premiers symptômes de la maladie dont elle mourra apparaissent.
Ce n'est qu'un an et demi plus tard, à la mort de son père, qu'Alfonso II se résout à revenir en Italie, pour y revendiquer ses droits. Même ainsi, il attend encore trois mois pour faire venir sa femme auprès de lui à Ferrare, où elle arrive le 14 février 1560, le jour même de son quinzième anniversaire. Arrivée à Ferrare, elle se rend à la cathédrale (où la reçoit l'évêque de Ferrare au son d'un Te Deum) dans une litière tendue de drap d'or, au milieu d'un grand concours de peuple. De grandes fêtes s'ensuivent alors. Mais la jeune duchesse, presque aussitôt après son arrivée à Ferrare, tombe dans une mélancolie aiguë, et montre rapidement des symptômes aggravés du mal qui va rapidement l'emporter.

### Mort
De fait, Lucrèce, malgré les soins dispensés par Andrea Pasquali, le médecin dépêché par son père, meurt le 21 avril 1561, quelques mois à peine après son seizième anniversaire. Selon des rumeurs très probablement infondées, elle aurait été empoisonnée par son époux. Mais la cause la plus vraisemblable de sa mort est naturelle : Lucrèce de Medicis aurait en fait, au bout d'un mois de troubles graves, succombé à la tuberculose ; c'est le diagnostic fait a posteriori au XXe siècle, sur la base de ses symptômes (toux, saignements de nez, fièvre, forte perte de poids...).

## Postérité

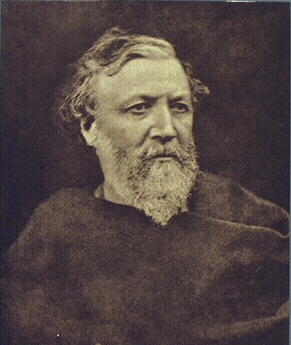
Robert Browning, l'auteur de My Last Duchess, en 1865.

Le mariage malheureux de Lucrèce de Médicis avec Alfonso II, au caractère froid, égoïste, et possessif, et le remariage de celui-ci quelques années après avec Barbara d'Autriche, fille de l'empereur Ferdinand Ier, a inspiré à  Robert Browning son monologue dramatique intitulé My Last Duchess (Ma dernière duchesse).
L.S. Friedland, dans une étude parue en 1936, a montré que la substance du poème est tirée de l'histoire réelle des négociations entre Alphonse II d'Este et Nikolaus Madruz, l'envoyé du comte de Tyrol, en vue du remariage du duc.
Lucrèce de Médicis est le personnage principal du roman de Maggie O'Farrell Le Portrait de mariage, dont la version française est parue en 2023.